# 上村俊介
上村 俊介（かみむら しゅんすけ、5月5日 - ）は、日本の男性声優・ナレーター。元同人舎プロダクション

## 出演作品

### テレビアニメ
- BLEACH（生徒）

### CM
- NTTドコモ
- 琉球ジャスコ
- 沖縄トヨタ自動車
- WILLCOM沖縄
- 沖縄ファミリーマート
- どん亭
- 株式会社リマープロ
- NBCグループ サムシングフォー西崎
- くつろぎの写真館 フォトリア
- JUMPグループ 大中古車フェア
- トリプル・アイグループ
- ユニフォームのトーエイ
- 丸親建設
- 沖縄ウエル・スポーツ専門学校
- 株式会社レキサス
- レストラン無垢

### テレビドラマ
- テンペスト